# Ada Parellada i Garrell
Ada Parellada i Garrell (Granollers, 26 de febrer de 1967) és una cuinera catalana coneguda per dirigir el restaurant barceloní Semproniana i per la seva presència als mitjans de comunicació en la promoció dels bons hàbits alimentaris i la sobirania alimentària. En els darrers anys s'ha implicat intensament en la lluita contra el malbaratament alimentari.

## Trajectòria
Els seus orígens familiars sempre han estat lligats a la restauració: el seu germà Ramon Parellada és propietari de la Fonda Europa de Granollers —on ella hi va passar molts moments de la seva infància— i del restaurant Senyor Parellada de Barcelona; la seva germana Teresa Parellada, de Can Ribas a Bigues i Riells; i el seu cosí Paco Solé Parellada, del restaurant 7 Portes de la Ciutat Comtal.
El 1993, Ada Parellada va obrir el restaurant Semproniana a l'Antiga Esquerra de l'Eixample quan tenia 25 anys i va arribar a dirigir-ne dos més, ambdós a Barcelona: el Petra al Born i el Pla dels Àngels al Raval. A més, imparteix tallers de cuina i és força activa als mitjans de comunicació en la difusió d'una alimentació saludable. Ha publicat diversos llibres de receptes i també és autora de la novel·la Sal de vainilla (2012).
L'any 2015 va participar en la candidatura de Junts pel Sí per a les eleccions al Parlament de Catalunya de 2015 com a sisena suplent a les llistes de la circumscripció de Barcelona.
Un any després, el 2016, va ser guardonada amb la Creu de Sant Jordi en reconeixement de la seva trajectòria en el món de la restauració.
Ada Parellada organitza des de fa 12 anys una trobada de dones al restaurant Semproniana per a celebrar i reivindicar el Dia Internacional de la Dona Treballadora.
Va formar part de la llista de les 100 dones més influents de Catalunya del 2025 segons la revista Forbes.

## Obres publicades
- 2004 -  Tocats del Bolet.  Barcelona: Pòrtic. ISBN 84-7306-501-8.
- 2005 -  Tot fred.  Barcelona: Pòrtic. ISBN 84-7306-948-X.
- 2007 - Més enllà dels macarrons. Com aconseguir que els teus fills mengin sa (Mina)
- 2009 -  La carbassa com preparar-la 10 vegades.  Barcelona: SD. ISBN 978-84-92607-06-8.
- 2010 - Primer cal batre els ous. Cuina creativa per a joves principiants (Graó)
- 2010 - Com fet a casa. Un llibre per menjar bé cada dia gairebé sense cuinar (Cossetània)
- 2010 -  Dinars de tàper. Trucs i receptes per a menjar bé a la feina.  Barcelona: Labutxaca. ISBN 978-84-9930-141-9.
- 2012 - Les receptes de Semproniana (text i receptes d'Ada Parellada i Joan Pluvinet, Cossetània)
- 2012 -  Sal de vainilla.  Barcelona: Planeta. ISBN 978-84-08-00408-0.
- 2013 - Per què alguns pebrots piquen i altres no? Curiositats alimentàries i explicacions científiques (Dani Jiménez i Ada Parellada, Ara llibres)
- 2013 - En tàper (Salsa Books)
- 2018 - La cuina sostenible. Idees, trucs i receptes per no llençar res (Columna)
- 2018 - El receptari groc. Els sopars solidaris (Àngels Guitart i altres; coordinació: Ada Parellada, Òmnium Cultural)
- 2022 - Receptes al rescat. El teu llibre de cuina respectuosa amb el planeta (La Galera)